# Regimentul 9 Artilerie (1916-1918)
Regimentul 9 Artilerie a fost o unitate de artilerie de nivel tactic, care s-a constituit la 14/27 august 1916, prin mobilizarea unităților și subunităților existente la pace. Regimentul era dislocat la pace în garnizoana Craiova. :p. 356 
Regimentul a făcut parte din organica Brigăzii 2 Artilerie alături de  Regimentul 14 Artilerie. La intrarea în război, Regimentul 9 Artilerie a fost comandat de colonelul Nicolae Opran. Regimentul 9 Artilerie a participat la acțiunile militare pe frontul român, pe toată perioada războiului, între 14/27 august 1916 - 28 octombrie/11 noiembrie 1918.

## Participarea la operații

### Campania anului 1917
În campania din anul 1917 Regimentul 9 Artilerie a participat la acțiunile militare în dispozitivul de luptă al Diviziei 2 Infanterie, participând la Bătălia de la Mărășești. În această campanie, regimentul a fost comandat de colonelul Nicolae Opran.

## Comandanți
- Colonel  Nicolae Oprean
- Colonel  Nicolae Opran